# Stamboom Charlotte de Bourbon (1547-1582)
Dit is de stamboom van Charlotte de Bourbon (1547-1582).
| Stamboom Charlotte de Bourbon (1547-1582)                                                        | Stamboom Charlotte de Bourbon (1547-1582) | Stamboom Charlotte de Bourbon (1547-1582)                 | Stamboom Charlotte de Bourbon (1547-1582)                               | Stamboom Charlotte de Bourbon (1547-1582)      | Stamboom Charlotte de Bourbon (1547-1582)                  | Stamboom Charlotte de Bourbon (1547-1582)                                  |
| ------------------------------------------------------------------------------------------------ | --- | --------------------------------------------------------- | ----------------------------------------------------------------------- | ---------------------------------------------- | ---------------------------------------------------------- | -------------------------------------------------------------------------- |
| Grootouders                                                                                      | ? | ?                                                         | ?                                                                       | ?                                              | ?                                                          | ?                                                                          |
| Ouders                                                                                           | Lodewijk III van Bourbon x Jaqueline de Longwy | Lodewijk III van Bourbon x Jaqueline de Longwy            | Lodewijk III van Bourbon x Jaqueline de Longwy                          | Lodewijk III van Bourbon x Jaqueline de Longwy | Lodewijk III van Bourbon x Jaqueline de Longwy             | Lodewijk III van Bourbon x Jaqueline de Longwy                             |
| Charlotte de Bourbon (1547-1582) x 1575 Willem I van Oranje-Nassau (1533-1584) Willem de Zwijger | |                                                           |                                                                         |                                                |                                                            |                                                                            |
| Kinderen                                                                                         | Louise Juliana (1576-1644) x Frederik IV van de Palts (1574-1610) | Maria Elisabeth (1577-1642) x Henri de La Tour d'Auvergne | Catharina Belgica (1578-1648) x Filips Lodewijk II van Hanau-Münzenberg | Charlotte Flandrina (1579-1640)                | Charlotte Brabantina (1580-1631) x Claude de la Tremouille | Emilia Antwerpiana (1581-1657) x Frederik Casimir van de Palts-Tweebruggen |
| Kleinkinderen                                                                                    | Louise Juliana (1594-1640) Katharina Sophie (1595-1626) Frederik V (1596-1632) Elisabeth Charlotte (1597-1660) Anna Eleonore (1599-1600) Ludwig Wilhelm (*/† 1600) Moritz Christian (1601-1605) Lodewijk Filips (1602-1655) | ?                                                         | ?                                                                       | ?                                              | ?                                                          | ?                                                                          |